# Renato Pilade
Renato Pilade (Imperia, 3 giugno 1927 – Sanremo, 21 dicembre 2017) è stato un politico italiano.

## Biografia
Nato nel 1927 ed esponente della Democrazia Cristiana a Imperia, fu per molti anni consigliere comunale. Nel 1980 venne eletto sindaco della città. Fu costretto a dimettersi due anni dopo per uno scandalo familiare, e venne sostituito da Claudio Scajola. Nei suoi anni da sindaco si occupò del piano particolareggiato del porto di Imperia e dovette fare fronte all'alluvione del settembre 1981. Morì a Sanremo il 21 dicembre 2017.